# راینهولد مارتین
راینهولد مارتین (انگلیسی: Reinhold Martin؛ 1964 – ۲۶ اوت ۱۹۶۴) معمار اهل ایالات متحده آمریکا بود.